# American Academy of Sleep Medicine

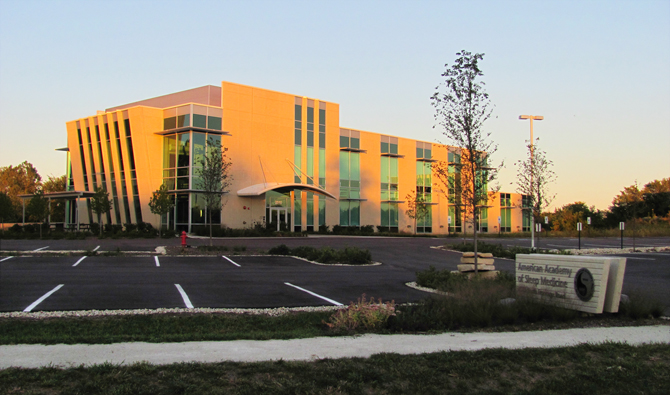
AASM National Office

L'American Academy of Sleep Medicine (AASM), l'Académie Américaine de la Médecine du Sommeil, est une organisation médicale professionnelle spécialisée dans la médecine du sommeil.